# José Natera
José Natera es un actor y comediante mexicano.
Hacia 1985 se hizo popular al realizar una parodia de una conferencia de prensa del recién capturado narcotraficante Rafael Caro Quintero, la cual, entre otros chistes, se mofaba de que la riqueza del detenido podría pagar la deuda externa de México.
El emblemático actor y comediante realizó El sketch cómico de Natera circuló entre la gente en grabaciones no profesionales, convirtiéndose en un mito urbano.

## Filmografía
- El goloso de rorras (1996)
- Mafia se la D.E.A (1986)
- Los Talacheros (1994)
- Tres huasnacos (1997)
- Por tu maldito amor (1990)
- La portera ardiente (1989)